# گروه دبی
گروه دبی (انگلیسی: Dubai Group) شرکت سرمایه‌گذاری اماراتی است، که در سال ۲۰۰۰ تأسیس شد.